# Salpicon

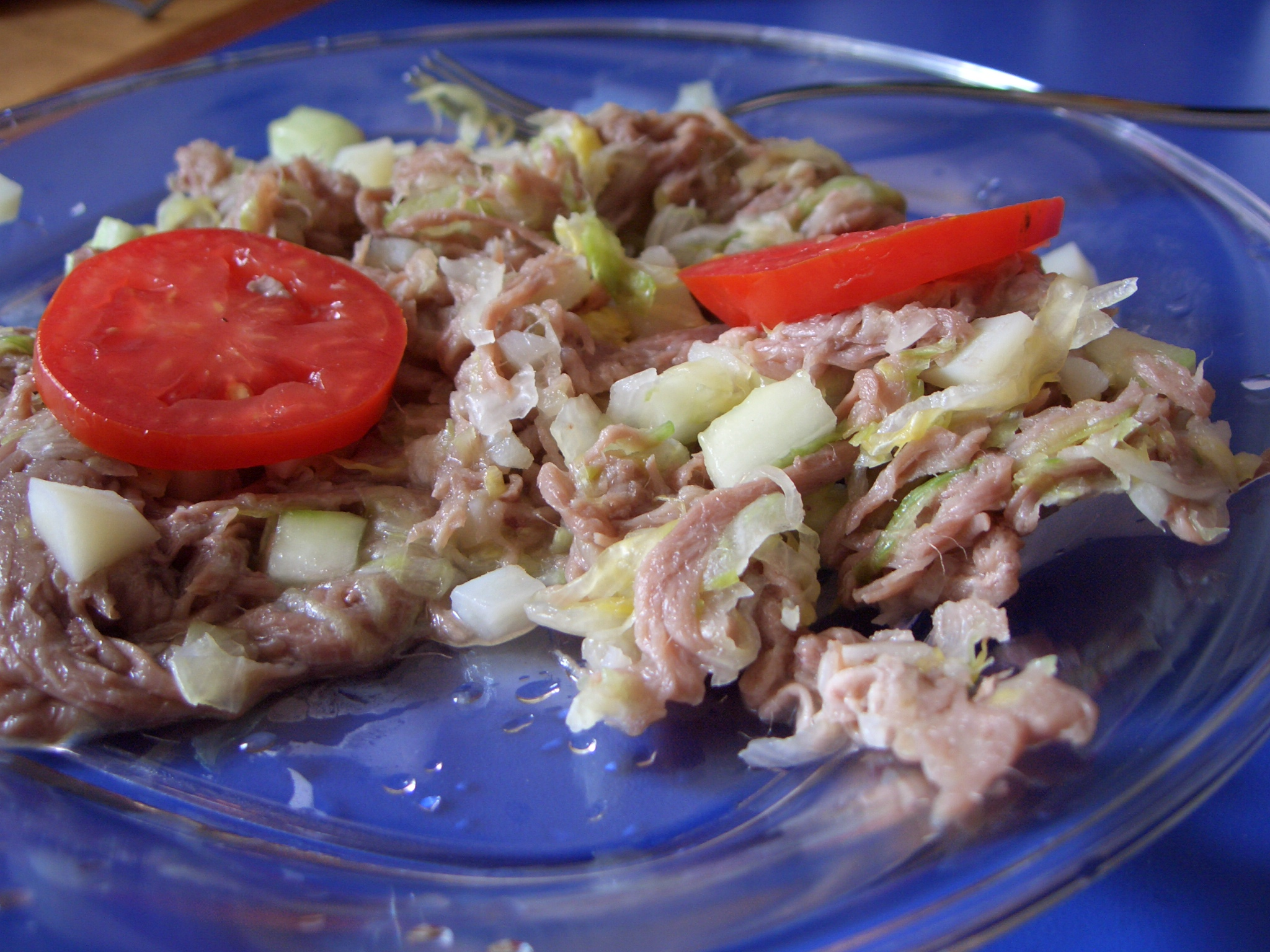
Salpicon.

Salpicon is een soort ragout maar dan dikker. De vulling van een kroket is bijvoorbeeld een salpicon. Een salpicon bestaat meestal uit een bouillon die met een roux gebonden is en met daarin kleine stukjes gesneden vlees of vis al dan niet gemengd met gesneden groenten.